# قلعه شیراهاتا
قلعه شیراهاتا (به ژاپنی: 白旗城, Shirahata-jō)، بقایای یک قلعه ژاپنی در دوره موروماچی است که در شهر کامیگوری، هیوگو، شهرستان آکو، هیوگو، استان هیوگو، ژاپن واقع شده است.